# Cavalo sem cavaleiro

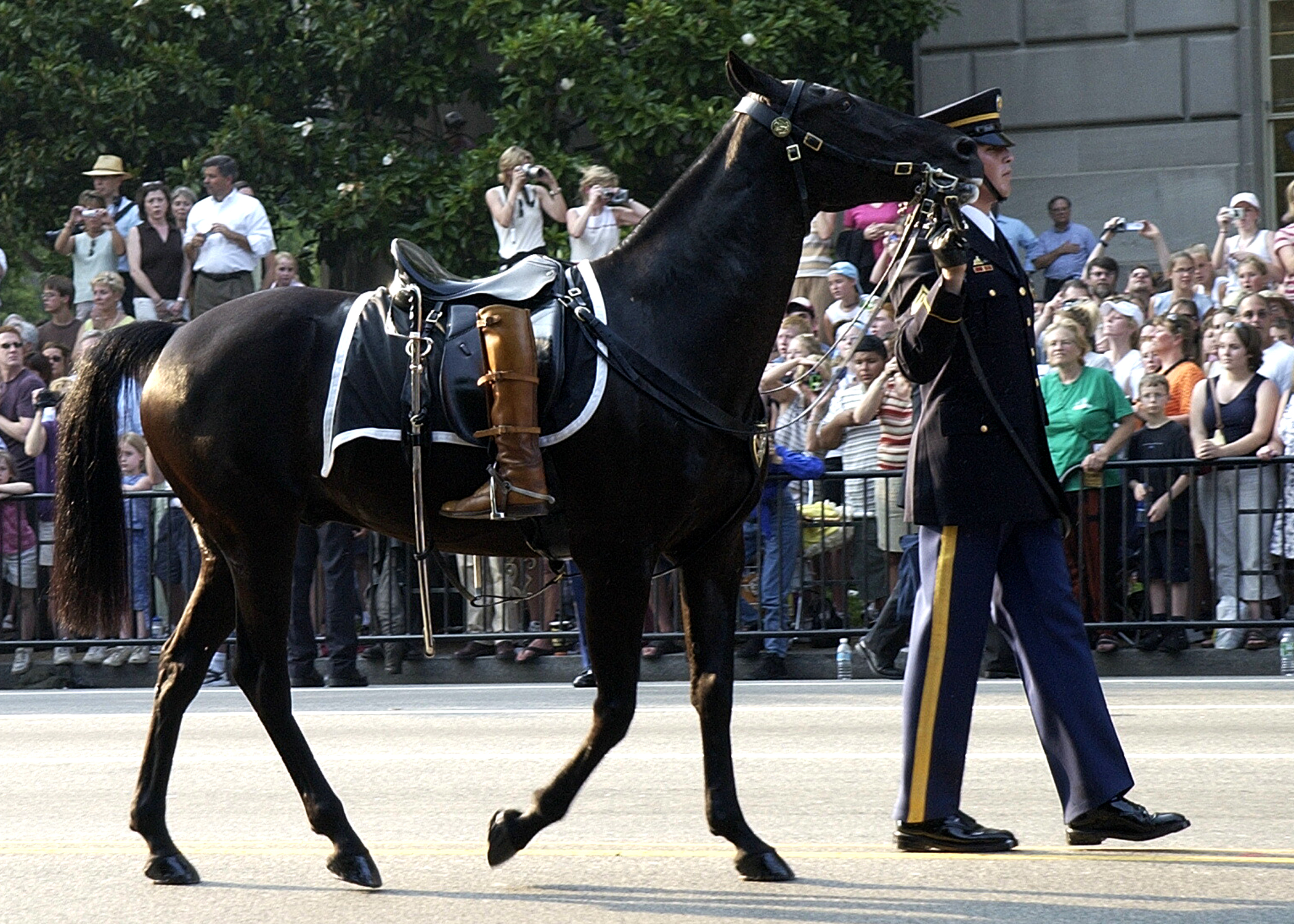
Um cavalo sem cavaleiro chamado Sergeant York durante a procissão fúnebre do 40º Presidente dos Estados Unidos, Ronald Reagan, com as botas do presidente Reagan invertidas nos estribos.

Um cavalo sem cavaleiro (em inglês:  riderless horse) é um único cavalo sem cavaleiro e com botas invertidas nos estribos, que às vezes acompanha um cortejo fúnebre. O cavalo, às vezes com um caparação preto, segue o armão carregando o caixão. Um cavalo sem cavaleiro também pode ser apresentado em desfiles (militares, policiais ou civis) para simbolizar soldados caídos, policiais caídos ou atletas equestres falecidos. Uma motocicleta pode ser usada como um substituto para um cavalo, embora tal prática seja muito rara.

## História

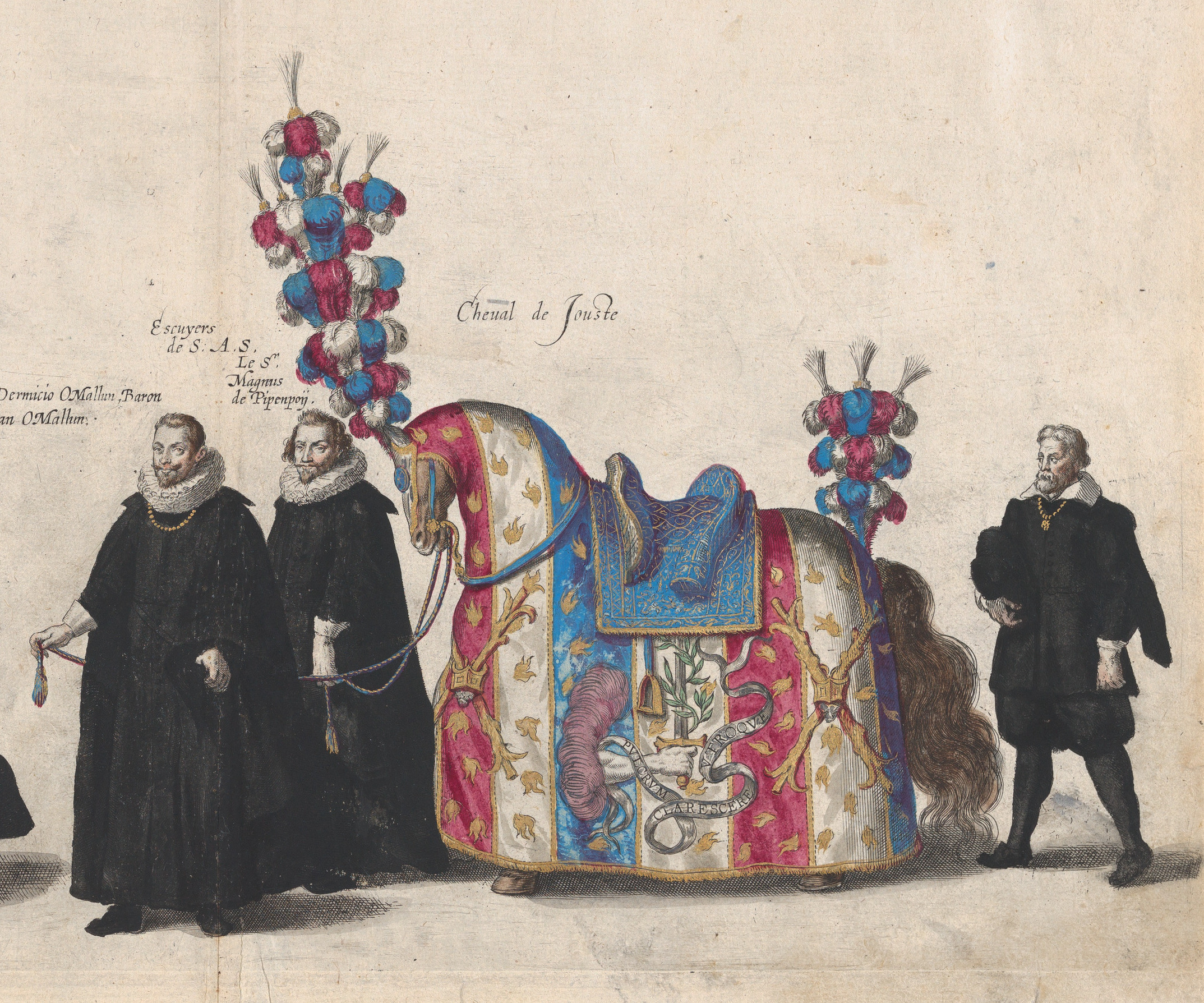
Cavalo de justa sem cavaleiro de Alberto VII da Áustria em sua procissão fúnebre, 1623 (gravura com coloração manual por Jacob Franquart)

### Estados Unidos
Nos Estados Unidos, o cavalo sem cavaleiro faz parte de funerais com honras militares concedidas a oficiais do Exército ou do Corpo de Fuzileiros Navais com patente de coronel ou superior, bem como funerais de presidentes, que serviram como comandantes em chefe.
Alexander Hamilton, que foi Secretário do Tesouro (1789–1795), foi o primeiro americano a receber a honra. O historiador Ron Chernow observou que o cavalo cinza de Hamilton seguiu o caixão "com as botas e esporas de seu antigo cavaleiro invertidas nos estribos".
Abraham Lincoln, que foi assassinado em 1865, foi o primeiro presidente dos Estados Unidos a ser oficialmente homenageado com a inclusão de um cavalo ajaezado em seu cortejo fúnebre, embora uma carta do secretário pessoal de George Washington registrasse que o cavalo do presidente fazia parte do funeral do presidente, carregando sua sela, pistolas e coldres.

### Austrália
Na Austrália, um cavalo sem cavaleiro conhecido como Lone Charger às vezes lidera as marchas anuais do Dia ANZAC.

## Cavalos notáveis

### Old Bob
Em 1865, Abraham Lincoln foi homenageado pela inclusão de um cavalo sem cavaleiro em seu funeral. Quando o trem funerário de Lincoln chegou a Springfield, seu cavalo, Old Bob, que estava envolto em uma manta preta de luto, seguiu a procissão e levou os enlutados ao local de enterro de Lincoln.

### Black Jack

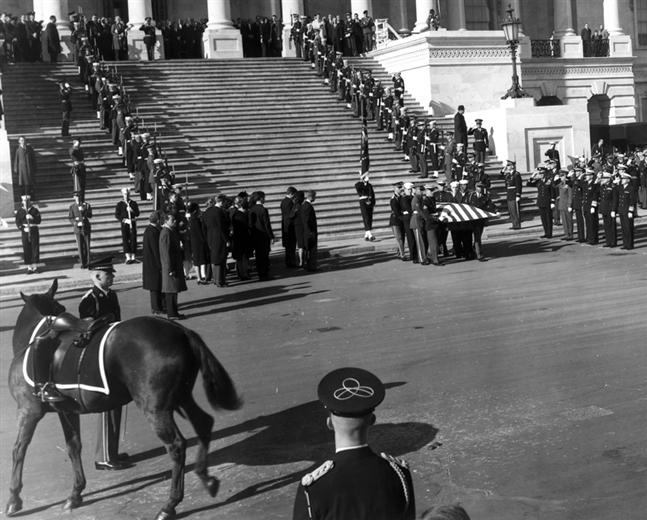
Black Jack no cortejo fúnebre de John F. Kennedy

Black Jack era um meio-Morgan nomeado em homenagem ao General of the Armies John "Black Jack" Pershing. Black Jack participou dos funerais de Estado dos presidentes John F. Kennedy (1963),Herbert Hoover (1964) e Lyndon Johnson (1973), e do general do Exército Douglas MacArthur (1964).

### Dolly
Dolly foi o carregador de 22 anos (cujo nome oficial era Octave) do almirante da frota Conde Mountbatten da Birmânia, em sua função como coronel dos Life Guards. Após o assassinato do Lorde Mountbatten pelo IRA em Mullaghmore, Dolly serviu como o cavalo sem cavaleiro no cortejo fúnebre, sendo conduzido à frente da cabeça da carruagem de armas com as botas de Lorde Mountbatten (de seu uniforme de coronel) invertidas nos estribos em 5 de setembro de 1979.

### Sergeant York
O Sergeant York era conhecido anteriormente como "Allaboard Jules", um cavalo castrado de corrida standardbred. Ele foi renomeado (em homenagem ao famoso soldado da Primeira Guerra Mundial Alvin C. York) quando foi aceito nas forças armadas em 1997. Ele serviu como o cavalo sem cavaleiro no cortejo fúnebre do presidente Ronald Reagan, andando atrás do armão carregando o caixão de Reagan coberto com a bandeira. Nos estribos estavam as botas de montaria pessoais do presidente Reagan.
Ele nasceu em 1991, gerado por Royce e da égua Amtrak Collins gerada por Computer. Ele é descendente dos grandes garanhões de corrida standardbred Albatross, Tar Heel e Adios.